# Paliotto

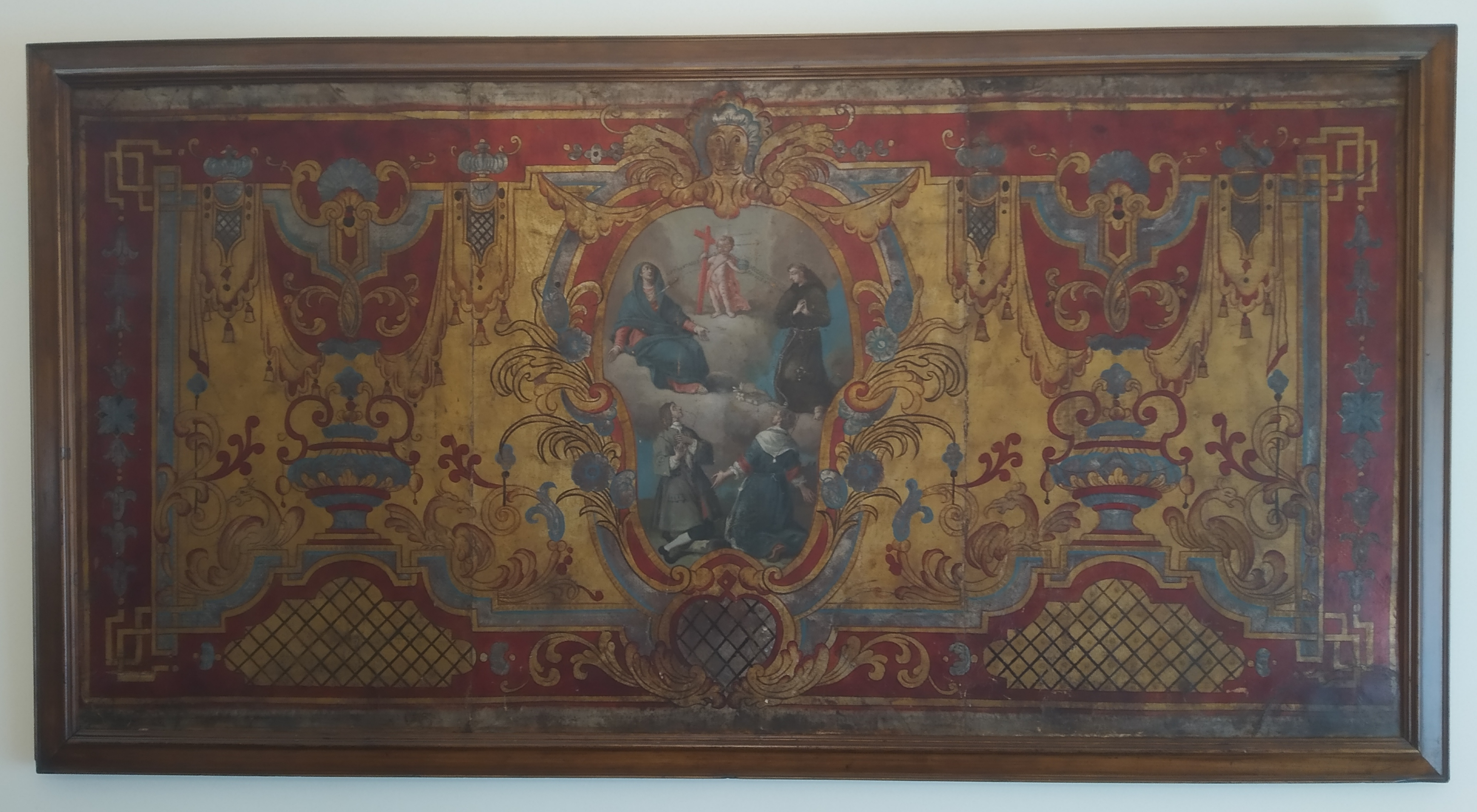
Grande paliotto in corame sec. XVIII (Collezione Avv. Rosolino Gagliardo, Palermo).

Il paliotto (dal latino pallium, "mantello, coperta"), o antependium (termine latino composto dalle radici di ante e pendere, "che pende davanti"), italianizzato in antependio (ma il lemma latino è adottato in molte altre lingue), è la parte anteriore e decorata di un altare, talvolta un pannello decorativo che può essere posto a rivestimento dello stesso. Il paliotto può essere di stoffa, di marmo o scagliola, a mosaico, in cuoio, a tavola dipinta, a legno intagliato, oppure lavorato con metalli preziosi, come, ad esempio, l'argento. Il paliotto può avere un valore artistico notevole.

## Descrizione

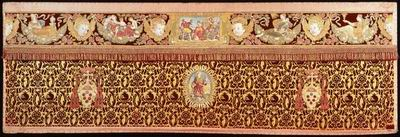
Paliotto intessuto del tardo cinquecento, Museo dell'Opera del Duomo di Prato.

La denominazione si usava nel tardo medioevo. Proprio nell'arte romanica e gotica, queste decorazioni ebbero la definitiva consacrazione, con esemplari in marmo o legno scolpiti, lamine sbalzate in oro e argento e tessuti riccamente ricamati. Lo sfarzo e ricchezza dell'oggetto fu affidato nell'epoca rinascimentale e barocca a materiali più durevoli; erano, infatti, caratterizzati da intarsi di marmi colorati, talvolta imitati dalla scagliola.
Nella basilica di Sant'Ambrogio a Milano, vi è uno tra i più antichi (secolo IX) e preziosi paliotti, detto altare di Sant'Ambrogio; questo è fatto interamente d'oro ed è opera di Vuolvinio.

Un analogo paliotto dell'orafo milanese Borgino dal Pozzo (metà del XIV secolo) riveste la mensa dell'altar maggiore del duomo di Monza.

A Città di Castello presso il Museo del duomo della città è custodito un paliotto del XII secolo, donato da papa Celestino II.
L'Altare della Madonna, nella basilica di Santa Maria, presso Impruneta, è ornato da un paliotto in argento, eseguito dagli orafi Cosimo Merlini il giovane e Bernardo Holzmann, su disegno di Giovan Battista Foggini; la decorazione venne donata come ex voto da Cosimo III de' Medici.

## Paliotti in Italia

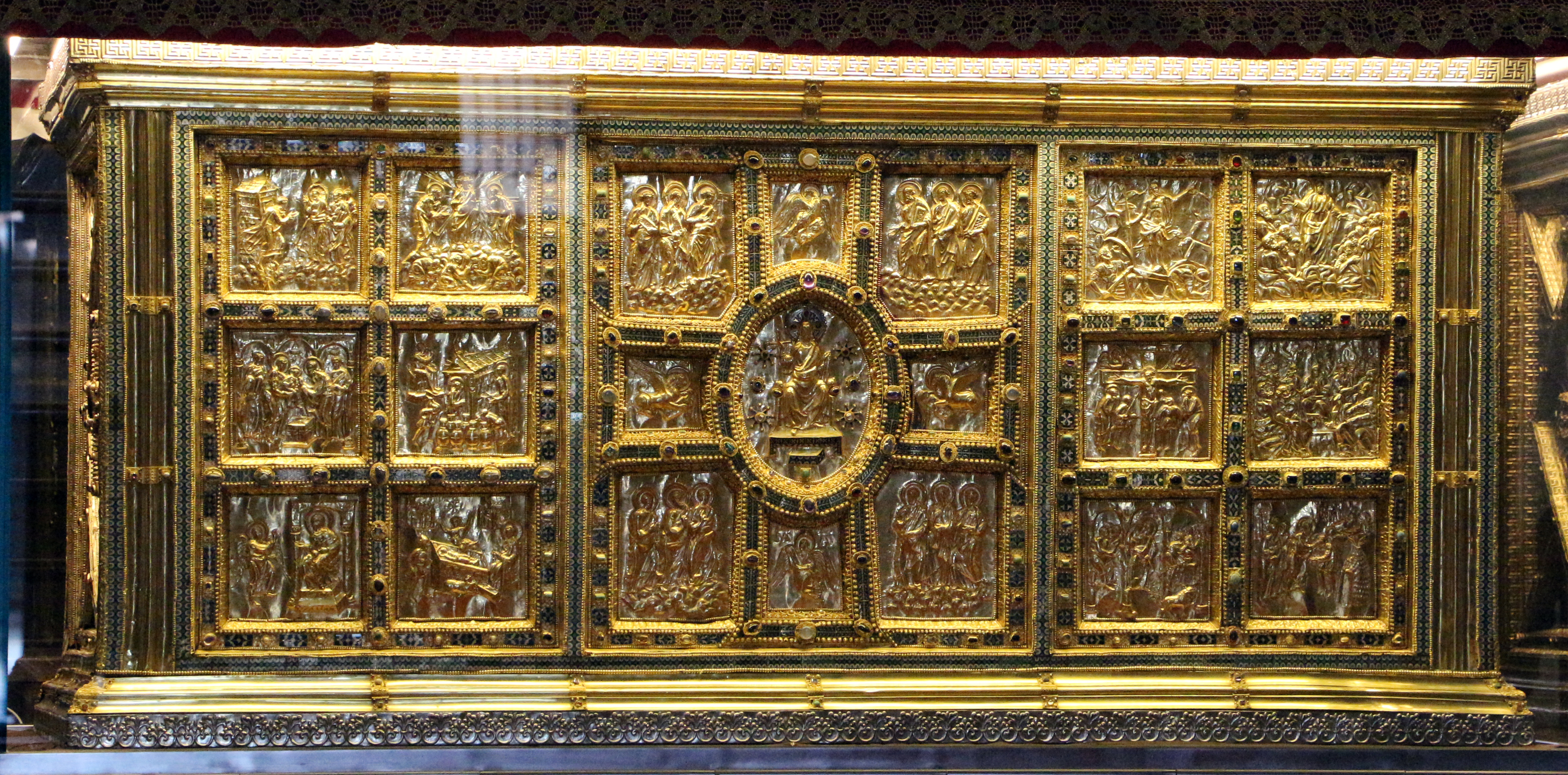
Altare di Sant'Ambrogio.

Nell'elenco che segue vengono citati alcuni dei più famosi palliotti italiani.
- Altare di Sant'Ambrogio
- Paliotto della chiesa di San Filippo Neri
- Paliotto di Monza
- Paliotto di Teramo
- Museo del capitolo del duomo di Città di Castello
- Altare argenteo di San Jacopo nella cattedrale di Pistoia
- Pala d'oro nella Basilica di San Marco a Venezia
- Paliotto fiorito, opera di Giovanna Garzoni (XVII secolo), nella Basilica di Santa Maria Novella a Firenze[2]